# Гарла Маре
Гарла Маре (рум. Gârla Mare) насеље је и општина у Румунији у жупанији Мехединци. Oпштина се налази на надморској висини од 83 m.

## Становништво
| 2002. | 2011. | 2021. |
| ----- | ----- | ----- |
| 3.387 | 3.382 | 3.300 |

Гарла Маре је седмо највеће насеље по броју становника у жупанији Мехединци. Према попису из 2021. године у селу је живело 3.300 становника што је за 82 мање (-2,42%) у односу на 2011. када је било 3.382 становника.
| Етнички састав према попису из 2021.‍ | Етнички састав према попису из 2021.‍ | Етнички састав према попису из 2021.‍ | Етнички састав према попису из 2021.‍ | Етнички састав према попису из 2021.‍ |
| ------------------------------------ | ------------------------------------ | ------------------------------------ | ------------------------------------ | ------------------------------------ |
|                                      |                                      |                                      |                                      |                                      |
| Румуни                               | Румуни                               |                                      | 1.544                                | 46,79%                               |
| Роми                                 | Роми                                 |                                      | 1.426                                | 43,21%                               |
| Непознато                            | Непознато                            |                                      | 330                                  | 10,00%                               |

## Галерија
- Положај Гурла Маре на територији жупаније Мехединци